# راهداری، پنجاب
راهداری (به انگلیسی: Rahdari) یک روستا در پاکستان است که در ناحیه خوشاب واقع شده‌است. راهداری ۴۰٬۰۰۰ نفر جمعیت دارد و ۱۷۳ متر بالاتر از سطح دریا واقع شده‌است.